# Doutora Brinquedos
Doutora Brinquedos (Doc McStuffins, em inglês) é uma série de televisão infantil animado produzido pela Brown Bag Films. Ele foi criado e produzido por vencedor do Humanitas Prize e Emmy Award Chris Nee e estreou em 23 de março, 2012 no Disney Channel e Disney Junior, No Brasil, a série estreou em Maio de 2012 e, em Portugal, estreou na data em que foi lançado o canal Disney Junior, 1 de Novembro de 2012. É fufa. A série é sobre uma menina de seis anos que pode "consertar" os brinquedos, com uma pequena ajuda de seus bichos de pelúcia (cujos mesmos são comercializados na Arábia).
A série recebeu críticas positivas devido ao conceito do programa e do personagem principal, em sua representação sobre os afro-americanos em uma série da Disney. Chris Nee descreve a série como "Cheers para pré-escolares".

## Sinopse
A série narra uma menina de seis anos chamada Dottie "Doc" McStuffins (no Brasil e em Portugal: "Doutora") que, um dia, decide que quer se tornar uma médica como a mãe. Ela finge ser uma médica, consertando brinquedos e bonecas. Quando ela coloca seu estetoscópio, brinquedos, bonecas, bichos de pelúcia e magicamente ganham vida e ela pode se comunicar com eles. Com uma pequena ajuda de seus amigos animais de pelúcia - Felpudo, Hallie, Lambie e Gelinho - Doc ajuda brinquedos "a se sentirem melhores", diagnosticando os seus problemas, com "O Grande Livro dos Dodóis" ("The Big Book of Boo Boos"). Cada episódio de 11 minutos inclui canções originais, como "Hora do Check-Up", "Estou Curada" ("I Feel Better") e "Diga-me o que há de errado". Há também um adicional de música sobre as coisas que você deve fazer durante o checape de um médico. Durante créditos finais na primeira temporada, Doutora dá conselhos aos telespectadores sobre se manter saudável.

## Personagens
| EUA    | Brasil  | Portugal    | Personagem |
| Doc    | Doutora | Doutora     | Doutora Brinquedos, protagonista, que "cura" os brinquedos.                                                                                             |
| Stuffy | Felpudo | Valentim    | Um dragão de Pelúcia Azul. |
| Lambie | Lambe   | Lãzinha     | Um cordeiro rosa de pelúcia que adora dar abraços. |
| Chilly | Gelinho | Tremeliques | Boneco de neve de pelúcia que se preocupa com quase tudo, e que pensa sempre que vai derreter.                                                          |
| Hallie | Hallie  | Hélia       | Uma hipopótamo com roupas listradas.Enfermeira e recepcionista da clínica. Braço direito da Doutora e quem anda sempre com o "Grande Livro dos Dodóis". |
| Donny  | Donny   | Donny       | Irmão mais novo da Doutora. |

## Elenco
| Personagem                  | Voz original           | Dublagem                                        | Dobragem         |
| Principais                  | Principais             | Principais                                      | Principais       |
| --------------------------- | ---------------------- | ----------------------------------------------- | ---------------- |
| Doutora                     | Kiara Muhammad         | Sicília Vidal / Gaby Milani (músicas)           | Bárbara Lourenço |
| Felpudo                     | Robbie Rist            | Rodrigo Andreatto                               |                  |
| Lambie                      | Lara Jill Miller       | Fernanda Bullara / Andressa Andreatto (músicas) |                  |
| Gelinho                     | Jess Harnell           | Antônio Moreno / Saulo Javan (músicas)          |                  |
| Hallie                      | Loretta Devine         | Adriana Pissardini / Cidalia Castro (músicas)   |                  |
| Donny McStuffins            | Jaden Betts            | Vyni Takahashi                                  |                  |
| Recorrentes                 |                        |                                                 |                  |
| Marcus McStuffins           | Gary Anthony Williams  | César Marchetti                                 |                  |
| Dr. Maisha McStuffins       | Kimberly Brooks        | Denise Reis                                     |                  |
| Secundários                 |                        |                                                 |                  |
| Bella Bailarina             | Julianne Buescher      | Sandra Mara Azevedo                             |                  |
| Boppy                       | James Arnold Taylor    | Márcio Araújo                                   |                  |
| Gustov                      | Stephen Stanton        | Silvio Giraldi                                  |                  |
| Sr. Kirby                   | Rob Paulsen            | Alfredo Rollo                                   |                  |
| Bronty                      | Jeffrey Nicholas Brown | Roberto Rocha                                   |                  |
| Conde Clarence, o Magnífico | Patton Oswalt          | Francisco Brêtas                                |                  |
| Sunny                       |                        | Bianca Alencar                                  |                  |
| Participação Especial       |                        |                                                 |                  |
| Ursinho Pooh                | Jim Cummings           | Cláudio Galvan                                  |                  |
| Tigrão                      | Jim Cummings           | Isaac Bardavid                                  |                  |
| Leitão                      | Travis Oates           | Alexandre Moreno                                |                  |
| Ió                          | Peter Cullen           | Guilherme Briggs                                |                  |
| Christopher Robin           | Oliver Bell            |                                                 |                  |

| Créditos da dublagem / dobraem | Brasil                                             | Portugal |
| ------------------------------ | -------------------------------------------------- | -------- |
| Vozes adicionais               |                                                    |          |
| Tradução                       | Marco Aurélio Nunes                                |          |
| Direção de dublagem            | Thiago Longo, Rodrigo Andreatto, Alessandra Araújo |          |
| Direção Musical                | Cidália Castro                                     |          |
| Adaptação Musical              | Cidália Castro                                     |          |
| Diretor Criativo               | Raúl Aldana                                        |          |
| Dublado nos Estúdios           | TV Group Digital Brasil (SP)/Visom Digital (RJ).   |          |